# 로보케어
로보케어는 2012년에 설립한 대한민국 로봇기업이다. 로보케어는 한국과학기술연구원 제1호 출자회사이다. 노인케어, 전시안내, 교육 등 각 분야에 최적화된 로봇 및 그에 관한 컨텐츠를 제작, 판매하고 있다.로봇으로 사회적 가치를 창출하고 공유함으로써 모두가 행복한 세상을 만드는데 기여하고자 하는 기업이다.

## 수상
2021년 로봇신문에 의해 '올해의 대한민국 로봇기업(Korea Robot Company of the Year 2021)'에 선정되었다.

## 연혁
- 2020

- 미국 라스베가스 소비자 전자제품 전시회(CES 2020) 참가
- 로봇활용 사회적약자 지원사업 선정 ('실벗' 성남시 보건소 및 복지관 9곳 설치)
- 서초구립중앙노인종합복지관 MOU 체결
- 치매예방 로봇인지훈련시스템 전국 48개소 설치
- 2020 로보월드 올해의 우수제품상 수상
- 고령친화산업 선도기업 지정, 국회의원 표창
- 2019

- 우수기술기업 인증(T3) 획득
- 실벗시스템 (치매예방 인지훈련 교육로봇시스템) 본격 보급
- 보미(개인형 인지훈련 로봇) 개발 완료
- 2018

- 발달장애 선별진단/ 훈련 로봇시스템 1차 국책 과제 완료
- 2017

- 뇌운동 건강 교실 성공 운영 및 효과성 확인(경기도 수원시 시범운영/치매지원센터 등 4곳)
- 실벗시스템 (치매예방 인지훈련 교육로봇시스템) 상용화
- 2015

- (주)GST, 로보케어 인수
- 2013

- 치매예방 인지 훈련 로봇시스템 공동 개발 (서울삼성병원 신경과 나덕렬교수)
- 2012

- (주)로보케어 설립 (KIST제1호 기술출자회사) 설립일 : 2012. 10. 31
- 2003~2012

- KIST 지능로봇개발 사업단 선정 (1,000억 규모)
- 휴머노이드 로봇, 홈서비스 로봇, 얼굴표정로봇 개발
- TIMES 선정 월드 베스트 발명품 선정
- 치매예방교육 로봇개발
- 아동교육 로봇개발